# Hadronema bispinosum
Hadronema bispinosum är en insektsart som beskrevs av Knight 1928. Hadronema bispinosum ingår i släktet Hadronema och familjen ängsskinnbaggar. Inga underarter finns listade i Catalogue of Life.